# Berlangas de Roa
Berlangas de Roa ist eine Gemeinde und ein Ort in der Provinz Burgos der Autonomen Gemeinschaft Kastilien und León mit 203 Einwohnern (Stand: 2024). 

## Lage
Berlangas de Roa liegt am Duero, der zugleich die Gemeindegrenze nach Norden hin bildet. Die Provinzhauptstadt Burgos liegt etwa 90 Kilometer nordnordöstlich von Berlangas de Roa.

## Bevölkerungsentwicklung
| Jahr      | 1970 | 1981 | 1991 | 2001 | 2011 | 2021 |
| Einwohner | 583  | 391  | 312  | 242  | 192  | 180  |

## Sehenswürdigkeiten
- Andreaskirche
- Einsiedelei
- ehemaliges Empfangsgebäude des Bahnhofs

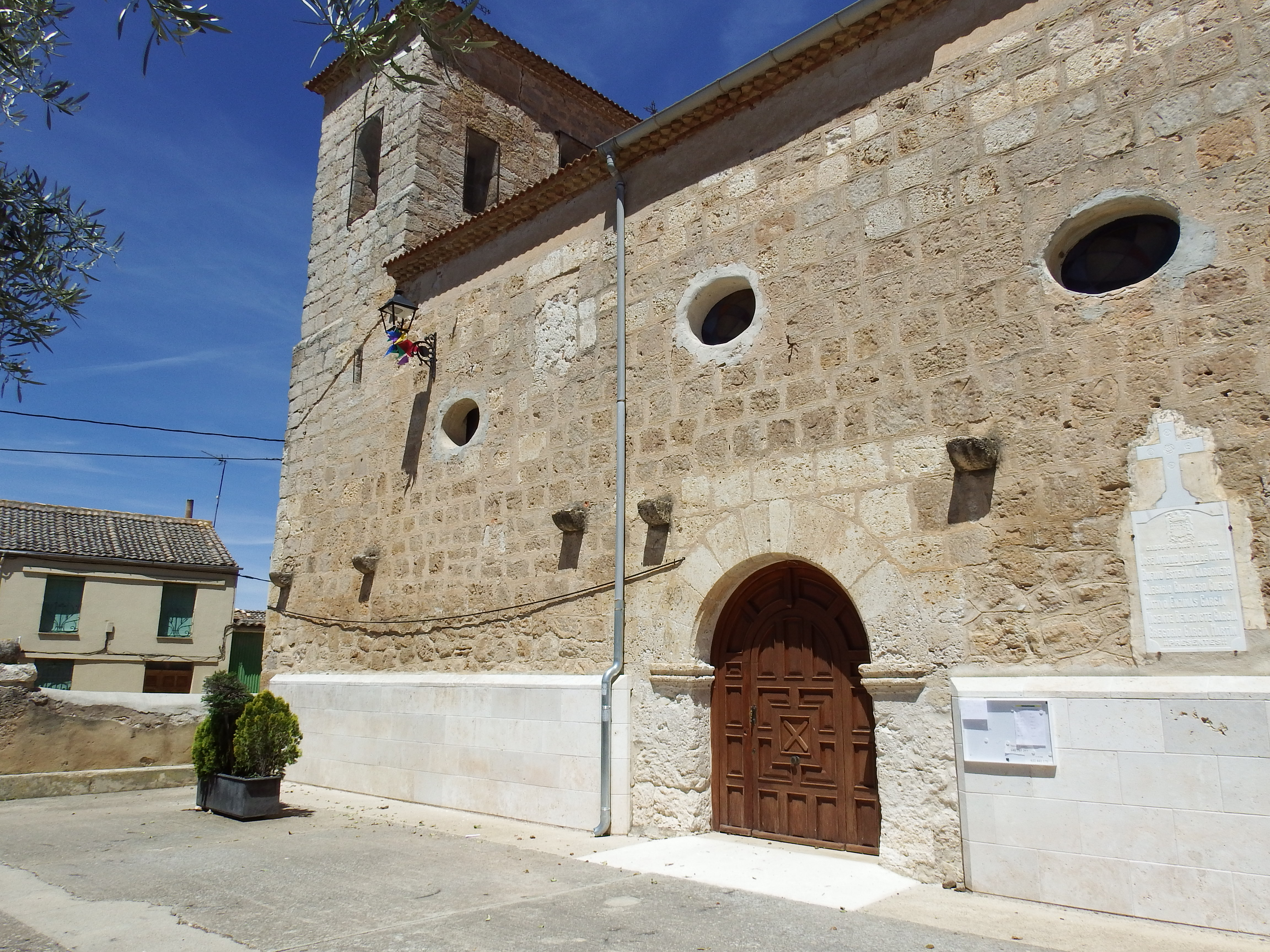
Andreaskirche
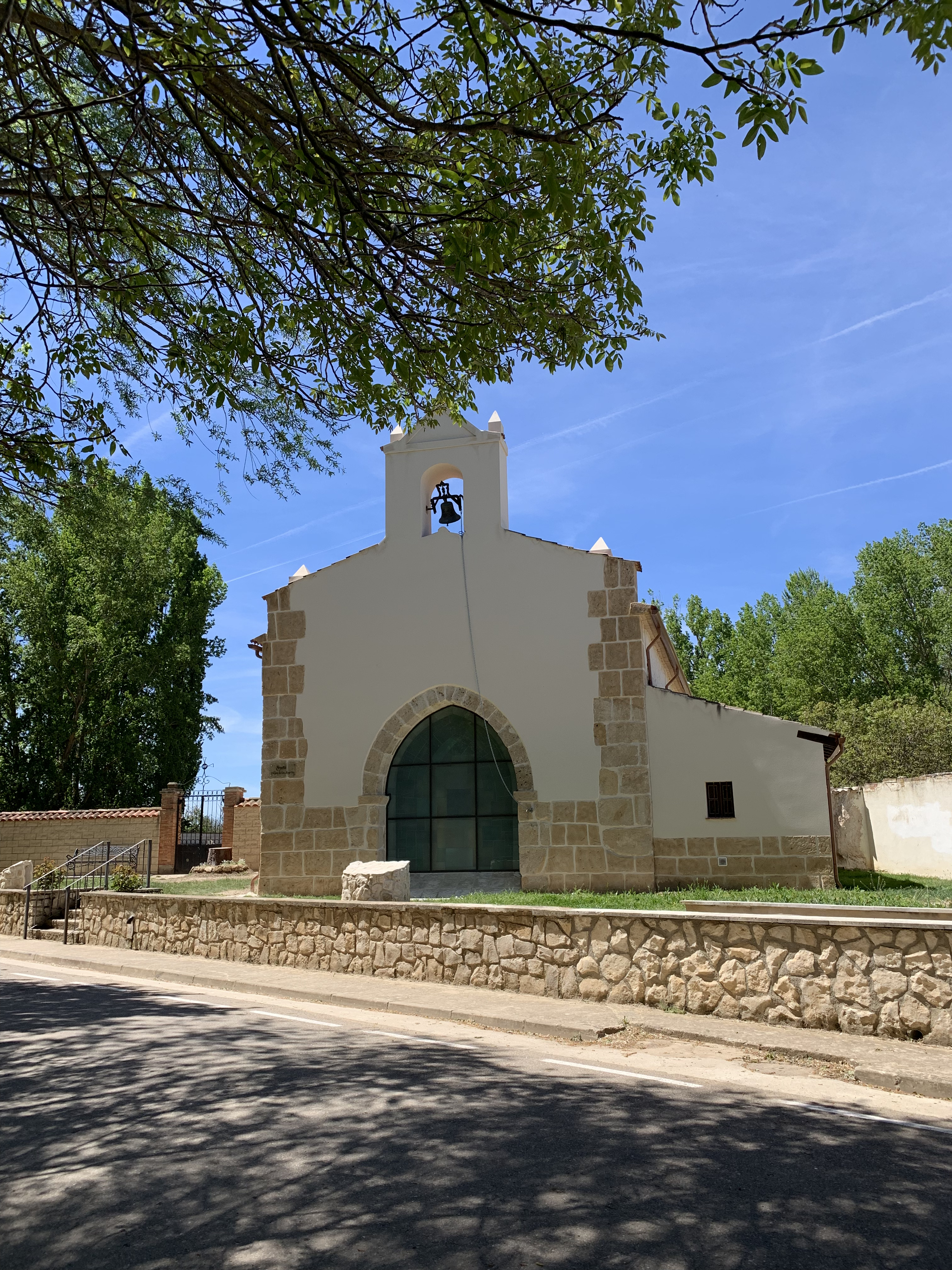
Einsiedelei
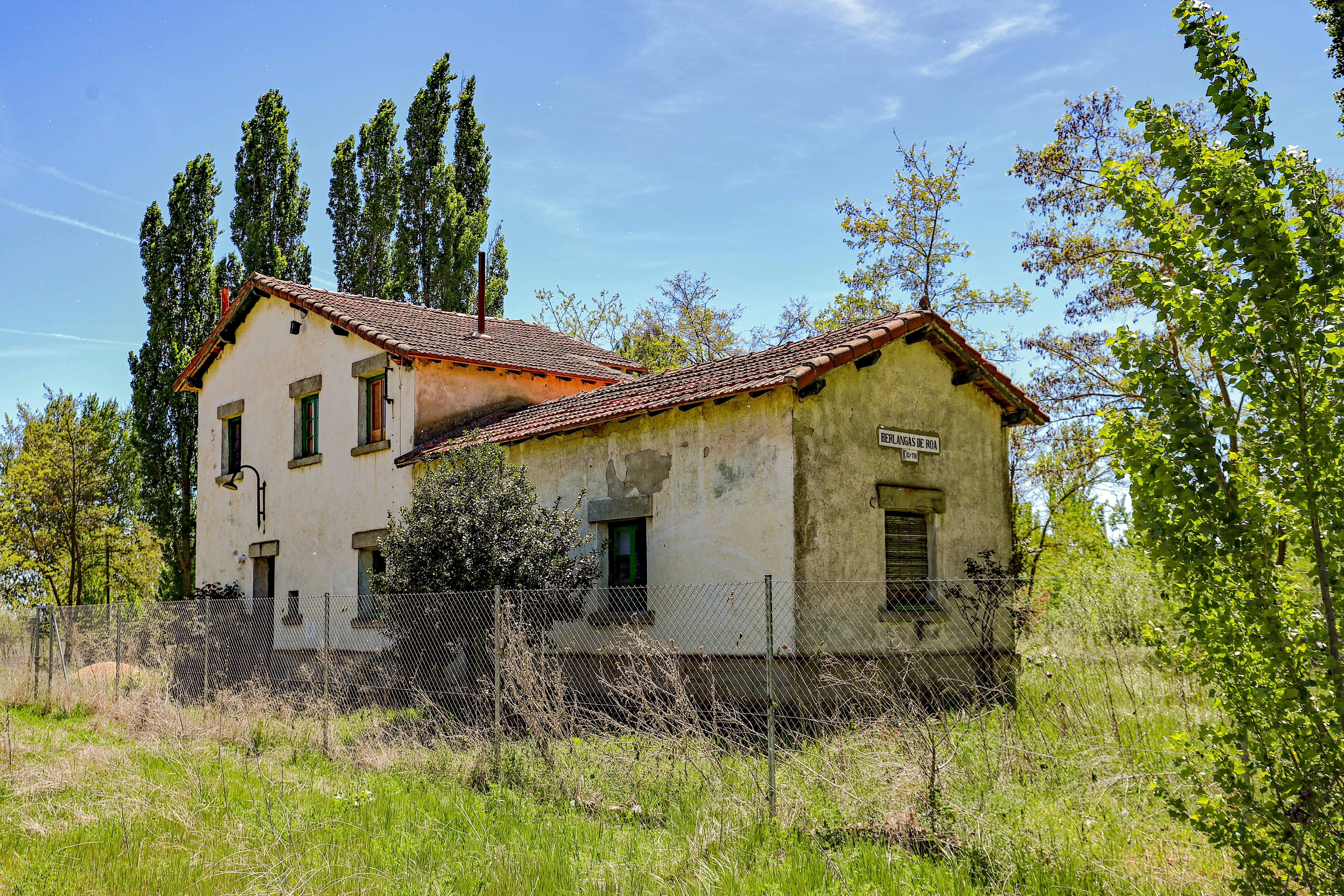
Empfangsgebäude